# Igreja visível

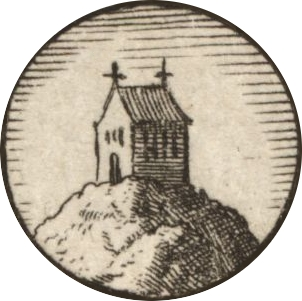
"[...] sempre haverá e permanecerá uma única santa igreja cristã, que é a congregação de todos os crentes, entre os quais o evangelho é pregado puramente e os santos sacramentos são administrados de acordo com o evangelho".- Confissão de Augsburgo

Igreja visível é um termo da teologia e eclesiologia cristãs que se refere à comunidade visível dos crentes cristãos na Terra, em oposição à Igreja invisível ou Igreja triunfante, constituída pela comunhão dos santos e pela companhia dos eleitos.
Na eclesiologia, a Igreja visível tem muitos nomes, como Reino de Deus, Discípulos de Cristo e Povo de Deus. Santo Inácio de Antioquia foi um dos primeiros autores cristãos a escrever sobre o assunto, insistindo que a Igreja visível estava centrada no bispo e na Eucaristia ou Última Ceia.
No cristianismo primitivo, escritores antignósticos como Irineu, ou escritores antinovacianos como Cipriano de Cartago, muitas vezes se concentravam na Igreja visível, a fim de se oporem a várias opiniões consideradas heréticas. Foi neste contexto que surgiu a expressão Extra Ecclesiam nulla salus, que insistia fortemente na não distinção entre a Igreja visível e a Igreja invisível.